# موعد عشق
موعد عشق (عربی مصری: موعد غرام) فیلمی در ژانر موزیکال به کارگردانی هنری برکات است که در سال ۱۹۵۶ منتشر شد. از بازیگران آن می‌توان به فاتن حمامه، عبدالحلیم حافظ، رشدی اباظه، و عماد حمدی اشاره کرد.